# Achelia brevicauda
Achelia brevicauda là một loài nhện biển trong họ Ammotheidae. Loài này thuộc chi Achelia. Achelia brevicauda được miêu tả khoa học năm 1904 bởi Loman.